# Helge von Koch

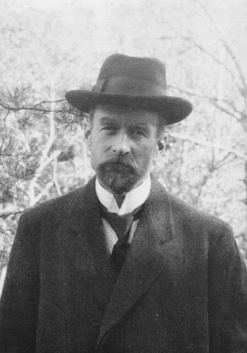
Helge von Koch

Niels Fabian Helge von Koch (Stockholm, 25 januari 1870 - aldaar, 11 maart 1924) was een Zweeds wiskundige, die zijn naam gaf aan een fractal, de Koch-kromme of Koch-sneeuwvlok. Dit was een van de eerste voorstelling van wat vandaag onder fractal wordt verstaan. 
Hij werd geboren in de Zweedse adel. Zijn vader, Richert Vogt von Koch (1838-1913), was een hooggeplaatste militair. 
Von Koch schreef verschillende uitgaven over getaltheorie. In 1904 beschreef hij de Koch-kromme in een uitgave met Franse titel Sur une courbe continue sans tangente, obtenue par une construction géométrique élémentaire. 